# Brunó Straub

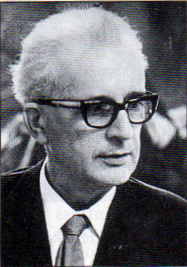
Brunó Straub

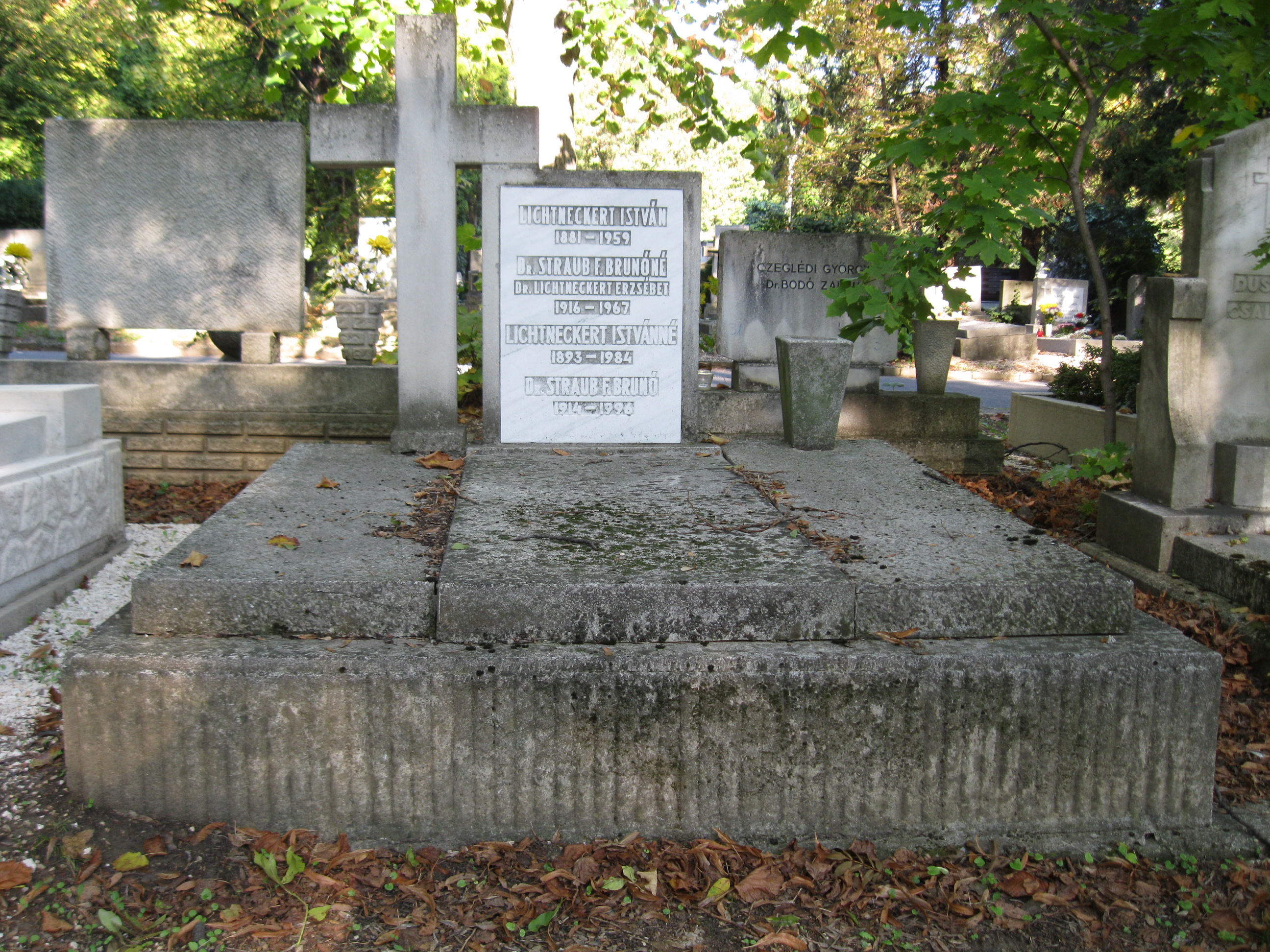
Graf van Brunó Straub

Brunó Ferenc Straub (Nagyvárad, 5 januari 1914 - Boedapest, 15 februari 1996), was van 1988 tot 1989 het laatste staatshoofd van de Hongaarse Volksrepubliek.
Brunó Straub werkte als biochemicus. Hij studeerde aan de Universiteit van Szeged (sinds 1937). Na de Tweede Wereldoorlog in 1945 werd hij op 31-jarige leeftijd hoogleraar biochemie aan de Universiteit van Szeged. Vanaf 1949 was hij directeur van het Instituut Biochemie van de Universiteit van Boedapest. Van 1960 tot 1967 was hij voorzitter van de afdeling biologie van de Hongaarse Wetenschappelijke Academie. Van 1967 tot 1973 en van 1985 tot 1988 was hij president van de Hongaarse Wetenschappelijke Academie. Sedert 1971 was hij directeur van het in dat jaar opgerichte Biochemisch Onderzoekscentrum. 
Straub, een lid van de communistische Hongaarse Socialistische Arbeiderspartij (MSzMP) sinds 1945, volgde op 29 juni 1988 Károly Németh op als President van de Presidentiële Raad (= staatshoofd) nadat de laatste "op eigen verzoek" van die functie was ontheven. Op 23 oktober 1989 werd de Presidentiële Raad opgeheven en het presidentschap ingesteld. Straub trad terug en Mátyás Szűrös werd de eerste president van de Republiek Hongarije.
Na zijn aftreden trad Straub uit de openbaarheid en wegens een zwakke gezondheid stopte hij ook met zijn werk als professor.